# Klaus Hennig (judoka)
Klaus Hennig (ur. 27 stycznia 1944 we Wrocławiu) – wschodnioniemiecki judoka. Olimpijczyk z Monachium 1972, gdzie zajął dziewiąte i dziewiętnaste miejsce. Walczył w wadze ciężkiej i kategorii open.
Zdobył sześć medali na mistrzostwach Europy w latach 1966–1972 roku.

## Letnie Igrzyska Olimpijskie 1972
| Konkurencja | Rundy eliminacyjne      | Rundy eliminacyjne  | Klas. końcowa |
| Konkurencja | 1/16                    | 1/4                 | Miejsce       |
| ----------- | ----------------------- | ------------------- | ------------- |
| +93 kg      | Leslie MacPhail (BEL) Z | Klaus Glahn (FRG) P | 9.            |

| Konkurencja | Rundy eliminacyjne    | Klas. końcowa |
| Konkurencja | 1/32                  | Miejsce       |
| ----------- | --------------------- | ------------- |
| Open        | Angelo Parisi (GBR) P | 19.           |